# Szepietowo
Szepietowo è un comune rurale polacco del distretto di Wysokie Mazowieckie, situato nel voivodato della Podlachia.
Ricopre una superficie di 151,9 km² e nel 2004 contava 7 522 abitanti.